# ليني لافي
ليني لافي (بالإنجليزية: Lenny Levy)‏ هو لاعب كرة قاعدة أمريكي، ولد في 11 يونيو 1913 في بيتسبرغ في الولايات المتحدة، وتوفي في 2 فبراير 1993 في بالم ديسيرت في الولايات المتحدة.

## وصلات خارجية
- ليني لافي على موقع جمعية أبحاث البيسبول الأمريكية (الإنجليزية)